# 연안 최씨
연안 최씨(延安崔氏)는 황해남도 연안군을 본관으로 하는 한국의 성씨이다. 시조는 조선 연안에 지내며 관직을 지낸 최홍원(崔弘元)이다.

## 참고 자료
- “연안최씨(延安崔氏)”. 뿌리를 찾아서.[깨진 링크(과거 내용 찾기)]